# Kike Gómez Haces
Kike Gómez Haces (Puebla, México, 19 de septiembre de 1954 - Oviedo, 21 de abril de 2010) fue una empresaria española y promotora del asociacionismo empresarial femenino

## Vida
Los abuelos de Kike, Manuel Haces y Enriqueta Sordo, eran indianos. Manuel había salido de Porrúa con 14 años rumbo a Veracruz. Allí realizó múltiples tareas hasta que se convirtió en el dueño del Hotel Oriente. Tuvieron diez hijos y la hija menor, Magdalena, se casó en 1951 con José Antonio Gómez. Al año siguiente se marcharon a Puebla, donde trabajaba en una fábrica dedicada a hacer jerga (una especie de bayeta en rollo, muy en uso por aquella época). El 19 de septiembre de 1954 nació Kike en Puebla. Era la segunda de cinco hermanos: José Antonio, Kike, Charo, 
Miguel Ángel y Malena, estos dos últimos, ya fallecidos, nacieron con discapacidad intelectual.  
En mayo de 1962 toda la familia regresó a España. La travesía en barco duraba un mes. Ya en España su padre trabajó, junto con otros socios, en la Panoya unos almacenes situados en la calle Fruela, en Oviedo, pero a los dos años falleció. 
Kike estudió en las Teresianas y después en el colegio Peñaubiña. En esa época cambió definitivamente el nombre de Enriqueta por el de Kike. En Oviedo conoció el Opus Dei y decidió formar parte de él. Estudió Periodismo en Pamplona y al licenciarse se fue a Valencia donde trabajó siete años como freelance en varias revistas y gabinetes de empresa. En Murcia permaneció otros tantos años hasta que en 1992 regresó a Oviedo.
En la capital asturiana constituyó, junto con Carmen Rodríguez Menéndez, la Asociación Empresa-Mujer (ASEM). Con el fin de dar visibilidad a todas las mujeres que dirigían su propio negocio organizó los Foros de Emprendedoras (2000, 2002 y 2004), se publicó la guía "Lugares con magia", el libro "Mujeres con historia" y la realización de una Feria Virtual, que facilitó la relación de las asociadas con las nuevas tecnologías. También comenzó a tratar el tema de la conciliación de la vida laboral y familiar en cuyo campo fue una pionera.
Kike restauró la forma del asociacionismo femenino, que había iniciado María Lejárraga, a comienzos del siglo XX.
El 4 de marzo de 2009 le diagnosticaron un tumor cerebral, y fue operada de urgencia al día siguiente. Trece meses después, el 21 de abril de 2010, falleció. Poco tiempo antes de morir, contaba su experiencia personal frente al cancer. Desde mayo del 2012, hay una plaza en Oviedo con su nombre.